# Claude Ruey
Pour les articles homonymes, voir Ruey.
Claude Ruey, né le 29 novembre 1949 à Nyon (originaire de Gland), est une personnalité politique suisse, membre du Parti libéral.
Il est membre du Conseil d'État du canton de Vaud de 1990 à 2002 et député au Conseil national de 1999 à 2011. Il préside par ailleurs le Parti libéral suisse de 2002 à 2008.

## Biographie
Claude Ruey naît le 29 novembre 1949 à Nyon. Il est originaire de Gland, dans le même district vaudois. Son père était syndic.
Il est titulaire d'une licence en science politique et d'un doctorat en droit, titre délivré par la Faculté de droit de l'Université de Lausanne. Sa thèse a été publiée en 1988 sous le titre "Monopoles cantonaux et liberté économique". Il travaille d'abord comme avocat à Nyon puis à Lausanne.
Sa femme Élisabeth Ruey-Ray, fille de pasteur, est membre de l'exécutif de la commune de Nyon.

## Parcours politique
Il est membre du Conseil communal de Nyon de 1973 à 1990 et député de l'arrondissement de Nyon au Grand Conseil de 1974 à 1990.
En 1990, il est élu au Conseil d'État, où il occupe successivement la tête des départements de la justice, de la police et des affaires militaires jusqu'en 1994, de l'intérieur et de la santé publique de jusqu'en 1998 puis des institutions et des relations extérieures jusqu'en 2002. Il préside le Conseil d'État en 1995 et 1999 et le Conseil du Léman de 1997 à 1999.
Il est membre du Conseil national de décembre 1999 à 2011 et préside le Parti libéral de juin 2002 au 15 mars 2008. Il est remplacé par Pierre Weiss à la tête dudit parti après avoir annoncé son retrait.

## Autres mandats
Il préside le conseil de fondation de l'Entraide protestante suisse de 2008 à 2017,.